# Clachnacuddin FC
Der Clachnacuddin F.C. (offiziell: Clachnacuddin Football Club, Spitzname: The Lilywhites) ist ein schottischer Fußballverein, aus der Stadt Inverness. Der Verein wurde 1885 gegründet und spielt seit Gründung der Liga im Jahre 1893 durchgehend in der Highland Football League. Gemeinsam mit dem Caledonian FC (ebenfalls aus Inverness) ist der Clachnacuddin F.C. mit 18 gewonnenen Titeln Rekordmeister der Highland Football League. Der letzte Titel stammt aus der Saison 2003/04. 
Der Klub spielt im 1500 Zuschauer fassenden Grant Street Park.